# Bahrains Grand Prix 2009
Bahrains Grand Prix 2009 var det fjärde av 17 lopp ingående i formel 1-VM 2009.

## Rapport
Jarno Trulli i Toyota tog pole position före stallkollegan Timo Glock.
Från andra raden startade Sebastian Vettel i Red Bull och Jenson Button i Brawn följda av Lewis Hamilton i McLaren och Rubens Barrichello i Brawn. Bakom dessa stod Fernando Alonso i Renault,  Felipe Massa i Ferrari, Nico Rosberg i Williams och Kimi Räikkönen i Ferrari.
Snabbast var Button som vann loppet före Vettel och Trulli. Räikkönen kom sexa och tog därmed sina och Ferraris första poäng.

## Resultat

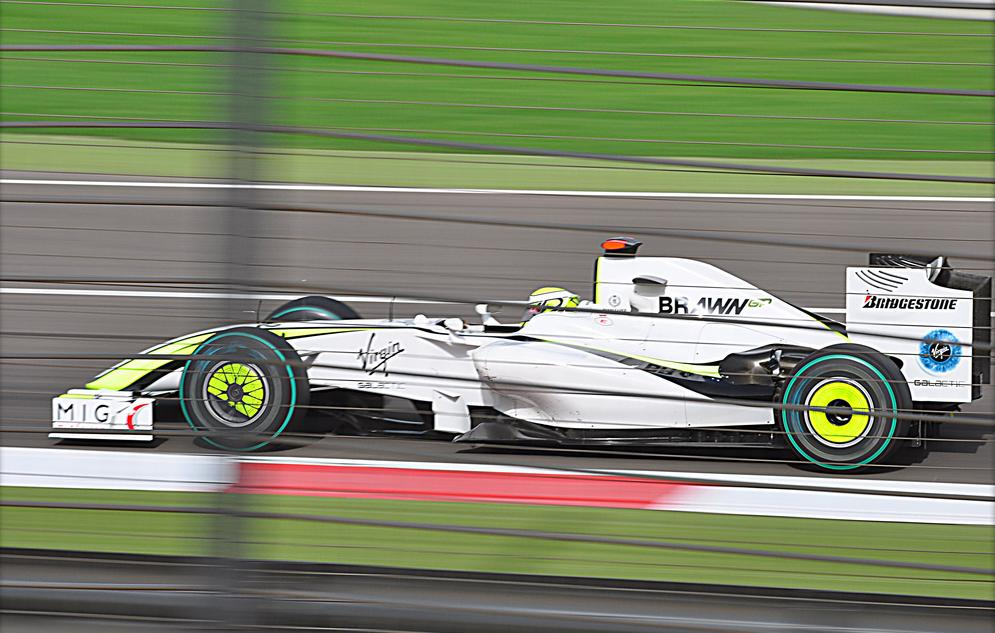
Jenson Button vann loppet.

1. Jenson Button, Brawn-Mercedes, 10 poäng
2. Sebastian Vettel, Red Bull-Renault, 8
3. Jarno Trulli, Toyota, 6
4. Lewis Hamilton, McLaren-Mercedes, 5
5. Rubens Barrichello, Brawn-Mercedes, 4
6. Kimi Räikkönen, Ferrari, 3
7. Timo Glock, Toyota, 2
8. Fernando Alonso, Renault, 1
9. Nico Rosberg, Williams-Toyota
10. Nelsinho Piquet, Renault
11. Mark Webber, Red Bull-Renault
12. Heikki Kovalainen, McLaren-Mercedes
13. Sébastien Bourdais, Toro Rosso-Ferrari
14. Felipe Massa, Ferrari
15. Giancarlo Fisichella, Force India-Mercedes
16. Adrian Sutil, Force India-Mercedes
17. Sébastien Buemi, Toro Rosso-Ferrari
18. Robert Kubica, BMW Sauber
19. Nick Heidfeld, BMW Sauber

### Förare som bröt loppet
- Kazuki Nakajima, Williams-Toyota (varv 48, oljetryck)